# Lenny (pel·lícula)
Lenny és una pel·lícula estatunidenca dirigida per Bob Fosse el 1974. Relata la vida de Lenny Bruce, el paper del qual a la pel·lícula és interpretat per Dustin Hoffman. Ha estat doblada al català.

## Argument
La història de Lenny Bruce, considerat per molts com el còmic americà més important pel seu talent d'improvisació i el creador de la comèdia verbal. La pel·lícula relata el seu començament i els seus èxits així com la seva història personal i familiar. El seu combat per utilitzar un to llibertari i satíric a l'Amèrica dels anys 50-60 li valdrà diverses condemnes però permetrà així l'adveniment d'una major llibertat de paraula per a tota una generació d'humoristes.	

## Repartiment
- Dustin Hoffman: Lenny Bruce
- Valerie Perrine: Honey Bruce
- Jan Miner: Sally Marr
- Stanley Beck: Artie Silver
- Rashel Novikoff: Tia Mema
- Gary Morton: Sherman Hart
- Guy Rennie: Jack Goldman

## Al voltant de la pel·lícula
Hoffman hauria passat dies sencers escoltant i espiant el dia a dia de Bruce, mimant-lo igualment davant d'un mirall, per entrar completament en el paper.

## Premis i nominacions

### Premis
- 1975. Premi a la interpretació femenina (Festival de Canes) per Valerie Perrine
- 1976. BAFTA a la millor nova promesa per Valerie Perrine

### Nominacions
- 1975. Palma d'Or
- 1975. Oscar a la millor pel·lícula
- 1975. Oscar al millor director per Bob Fosse
- 1975. Oscar al millor actor per Dustin Hoffman
- 1975. Oscar a la millor actriu per Valerie Perrine
- 1975. Oscar al millor guió adaptat per Julian Barry
- 1975. Oscar a la millor fotografia per Bruce Surtees
- 1975. Globus d'Or al millor director per Bob Fosse
- 1975. Globus d'Or al millor actor dramàtic per Dustin Hoffman
- 1975. Globus d'Or a la millor actriu dramàtica per Valerie Perrine
- 1976. BAFTA al millor actor per Dustin Hoffman
- 1976. BAFTA a la millor actriu per Valerie Perrine